# Vebret
Vebret – miejscowość i gmina we Francji, w regionie Owernia-Rodan-Alpy, w departamencie Cantal.
Według danych na rok 1990 gminę zamieszkiwały 533 osoby, a gęstość zaludnienia wynosiła 22 osoby/km² (wśród 1310 gmin Owernii Vebret plasuje się na 392. miejscu pod względem liczby ludności, natomiast pod względem powierzchni na miejscu 330.).